# Парламентские выборы во Франции (1956)
Парламентские выборы 1956 года во Франции состоялись 2 января. На них было избрано третье Национальное собрание Четвертой республики. Выборы проводились по партийной пропорциональной системе.

## Контекст выборов и их последствия
Выборы 1956 года проходили на фоне серьёзного кризиса французской колониальной системы. С 1947 года Франция находилась под управлением коалиции лево- и правоцентристских партий. Коалиция (т. н. третья сила) была создана с целью устранить от власти с одной стороны Коммунистическую партию (крупнейшую политическую силу в парламенте), а с другой стороны — правую голлистскую партию Объединение французского народа (РПФ). Коалиция включала социалистов (СФИО), независимых, радикалов и Народно-республиканское движение. Часть депутатов от РПФ, не согласных с Шарлем де Голлем, присоединилась к правящей коалиции, после чего де Голль в 1953 году временно ушёл из политики.
В мае 1954 битва при Дьенбьенфу вызвала политический кризис. Деятель левого крыла партии радикалов Пьер Мендес-Франс стал лидером кабинета и закончил Индокитайскую войну. Он начал процесс передачи независимости Марокко и Тунису. Однако, Алжирская война с ноября 1954 года вызвала другой кризис и в феврале премьер-министром стал представитель правого крыла партии радикалов Эдгар Фор, который выбрал более агрессивную политику в Алжире.
Крайне правые силы под популистским руководством Пьера Пужада вновь появились на политической сцене. Пужад был лидером мелких торговцев и ремесленников и критиковал фискальную политику правительства. Он пользовался особенной популярностью в сельских регионах юга Франции, находившихся в упадке. Кроме того, многие избиратели устали от постоянных политических кризисов, что привлекло их к крайне правым.
Парламентские выборы проходили досрочно, поскольку правительству был выражен вотум недоверия, после чего председатель совета министров Эдгар Фор пошел на роспуск Национального собрания. В результате выборов левоцентристский Республиканский фронт под руководством Пьера Мендес-Франса и Ги Молле получил относительное большинство, что способствовало завершению войны в Алжире. Пужадисты (Союз французского братства) получили 52 места в парламенте.
Коалиционный кабинет министров возглавил лидер социалистов Ги Молле. Вначале его поддерживали также и коммунисты. Однако, давление французского сообщества в Алжире заставило правительство проводить более репрессивную политику против алжирских националистов. Мендес-Франс и многие министры критиковали премьер-министра за это. В конце концов, Мендес-Франс ушёл в отставку, что раскололо Республиканский фронт. Молле оказался вовлечён в Алжирский конфликт вплоть до мая 1958 года.

## Результаты

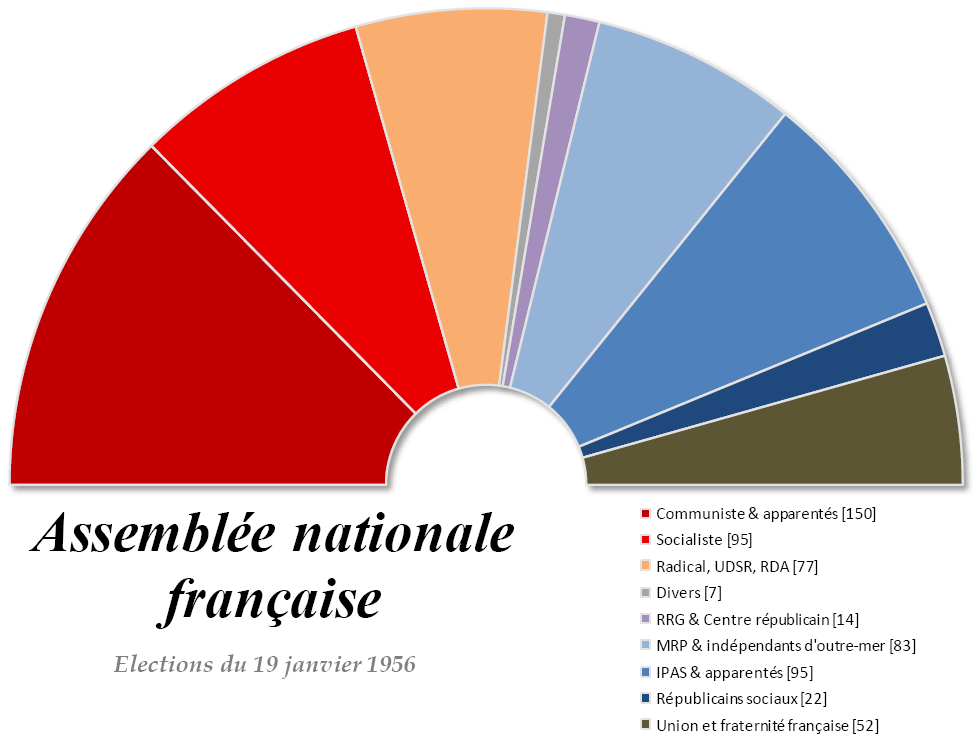
Национальное собрание Франции, 2 января 1956

| Партии и коалиции | Партии и коалиции                                                                       | Сокр.   | Голоса     | %    | Места |
| ----------------- | --------------------------------------------------------------------------------------- | ------- | ---------- | ---- | ----- |
|                   | Французская секция Рабочего Интернационала                                              | SFIO    | 3 247 431  | 15,1 | 94    |
|                   | Радикальная партия / Демократический и социалистический союз сопротивления              | PR/UDSR | 2 389 163  | 11,3 | 77    |
|                   | Национальный центр социальных республиканцев (Centre national des républicains sociaux) | CNRS    | 585 764    | 2,7  | 21    |
|                   | Всего «Республиканский фронт»                                                           |         | 6 222 358  | 28,9 | 192   |
|                   | Французская коммунистическая партия (Parti communiste français)                         | PCF     | 5 514 403  | 25,6 | 150   |
|                   | Национальный центр независимых и крестьян (Centre national des indépendants et paysans) | CNIP    | 3 259 782  | 15,2 | 95    |
|                   | Союз французского братства (Union et fraternité française)                              | UFF     | 2 483 813  | 11,6 | 52    |
|                   | Народное республиканское движение (Mouvement républicain populaire)                     | MRP     | 2 366 321  | 11,0 | 83    |
|                   | Прочие                                                                                  |         | 993 773    | 4,6  | 9     |
|                   | Объединение левых республиканцев (Rassemblement des gauches républicaines)              | RGR     | 660 340    | 3,1  | 14    |
|                   | Всего                                                                                   |         | 21 500 790 | 100  | 595   |
|                   | Не участвовало: 17,2%                                                                   |         |            |      |       |